# Hauptstrasse 135
Die Hauptstrasse 135 (französisch Route principale 135) ist eine Schweizer Hauptstrasse im Kanton Waadt, die die Stadt Lausanne im Westen und Nordwesten umfährt.

## Verlauf
Die Hauptstrasse 135 zweigt unweit des Genferseeufers bei Préverenges von der Hauptstrasse 1 ab. Sie liegt bei Denges auf der Südseite des grossen Rangierbahnhofs Lausanne-Triage und überquert dessen Gleisfeld sowie die Bahnstrecke Lausanne–Genf und die Autobahn A1 als Route de la Gare auf einer langen Betonbrücke, von der zwei Rampen zum Bahnhof Denges-Echandens hinunterführen. Bei Echandens trägt die Strasse den Namen Route d’Yverdon. Sie überquert die Venoge auf einer Betonbrücke aus den 1980er Jahren bei einem alten Flussübergang, neben dem sich das weitherum bekannte Gasthaus Pont de la Venoge befindet.
Auf der Ostseite der Venogebrücke trifft die Route auf die Hauptstrasse 138 und danach auf die Hauptstrasse 137. Bei Bussigny kreuzt sie westlich der Autobahnverzweigung Échangeur d’Écublens das Eisenbahndreieck Renens-Bussigny mit der Bahnstrecke Lausanne–Biel. Bei der Brücke über den Fluss Sorge erreicht sie mit der Zufahrt Bussigny die Autobahn A1. In Crissier hat sie auf einer kurzen Strecke einen gemeinsamen Verlauf mit der Hauptstrasse 9 und nördlich dieser Ortschaft passiert sie die Autobahn A9 ohne direkte Zufahrt. 2,5 Kilometer weiter endet die Route an der Umfahrungsstrasse von Cheseaux-sur-Lausanne, die ein Teil der Hauptstrassen 5 und 134 ist.